# Elecciones presidenciales de Nigeria de 2015
Las elecciones presidenciales de 2015 que tuvieron lugar entre el 28 y el 29 de marzo fueron las quintas elecciones del sistema electoral vigente en Nigeria tras el fin de la  dictadura en 1999. Los votantes eligen al Presidente y a los miembros de la Cámara de Representantes y el Senado. El entonces presidente, Goodluck Jonathan vio culminado su gobierno al no ser reelegido tras su segundo mandato.
Tras las elecciones, el hasta entonces líder de la oposición, Muhammadu Buhari comenzó su mandato presidencial.

## Resultados

### Presidenciales
| Votos: 2,571,759 | Votos: 2,571,759 | Votos: 2,571,759 | Votos: 2,571,759 | Votos: 2,571,759 |
| ---------------- | ---------------- | ---------------- | ---------------- | ---------------- |
| Candidato        | Candidato        |                  | Porcentaje       | Porcentaje       |
| Buhari           | Buhari           |                  | 53.96 %          | 53.96 %          |
| Jonathan         | Jonathan         |                  | 44.96 %          | 44.96 %          |

| Candidato                          | Candidato                          | Partido                            | Votos      | %     |
| ---------------------------------- | ---------------------------------- | ---------------------------------- | ---------- | ----- |
|                                    | Muhammadu Buhari                   | Congreso de Todos los Progresistas | 15,424,921 | 53.96 |
|                                    | Goodluck Jonathan                  | Partido Democrático Popular        | 12,853,162 | 44.96 |
|                                    | Adebayo Ayeni                      | African Peoples Alliance           | 53,537     | 0.19  |
|                                    | Ganiyu Galadima                    | Allied Congress Party of Nigeria   | 40,311     | 0.14  |
|                                    | Sam Eke                            | Citizens Popular Party             | 36,300     | 0.13  |
|                                    | Rufus Salau                        | Alliance for Democracy             | 30,673     | 0.11  |
|                                    | Mani Ahmad                         | African Democratic Congress        | 29,665     | 0.10  |
|                                    | Allagoa Chinedu                    | Peoples Party of Nigeria           | 24,475     | 0.09  |
|                                    | Martin Onovo                       | National Conscience Party          | 24,455     | 0.09  |
|                                    | Tunde Anifowose-Kelani             | Accord Alliance                    | 22,125     | 0.08  |
|                                    | Chekwas Okorie                     | United Progressive Party           | 18,220     | 0.06  |
|                                    | Comfort Sonaiya                    | KOWA Party                         | 13,076     | 0.05  |
|                                    | Godson Okoye                       | United Democratic Party            | 9,208      | 0.03  |
|                                    | Ambrose Albert Owuru               | Hope Party                         | 7,435      | 0.03  |
| Votos válidos                      | Votos válidos                      | Votos válidos                      | 28,587,564 | –     |
| Votos nulos/en blanco              | Votos nulos/en blanco              | Votos nulos/en blanco              | 844,519    | –     |
| Total                              | Total                              | Total                              | 29,432,083 | 100   |
| Votantes registrados/participación | Votantes registrados/participación | Votantes registrados/participación | 67,422,005 | 43.65 |
| Fuente: INEC                       |                                    |                                    |            |       |

#### Por Estado
| Estado       | Buhari     | Jonathan   | Ayeni  | Galadima | Eke    | Salau  | Ahmad  | Chinedu | Onovo  | Kelani | Okorie | Sonaiya | Okoye | Owuru |
| ------------ | ---------- | ---------- | ------ | -------- | ------ | ------ | ------ | ------- | ------ | ------ | ------ | ------- | ----- | ----- |
| Abia         | 13,394     | 368,303    | 2,766  | 2,194    | 1,046  | 448    | 569    | 424     | 745    | 315    | 330    | 173     | 213   | 125   |
| Adamawa      | 374,701    | 251,664    | 1,549  | 1,166    | 819    | 595    | 1,012  | 1,163   | 1,212  | 495    | 334    | 752     | 289   | 267   |
| Akwa Ibom    | 58,411     | 953,304    | 384    | 443      | 412    | 474    | 608    | 327     | 381    | 1,600  | 144    | 160     | 224   | 192   |
| Anambra      | 17.926     | 660,762    | 2,303  | 1,259    | 1,279  | 475    | 534    | 537     | 887    | 547    | 1,121  | 311     | 286   | 357   |
| Bauchi       | 931,598    | 86,085     | 964    | 232      | 391    | 173    | 189    | 128     | 207    | 131    | 37     | 128     | 29    | 46    |
| Bayelsa      | 5,194      | 361,209    | 70     | 38       | 44     | 69     | 116    | 62      | 95     | 45     | 35     | 52      | 20    | 18    |
| Benue        | 373,961    | 303,737    | 945    | 1,464    | 567    | 254    | 539    | 439     | 683    | 315    | 74     | 105     | 66    | 115   |
| Borno        | 473,543    | 25,640     | 878    | 243      | 310    | 392    | 201    | 143     | 107    | 145    | 41     | 158     | 31    | 88    |
| Cross River  | 28,368     | 414,863    | 532    | 514      | 381    | 709    | 749    | 864     | 930    | 279    | 1,487  | 312     | 289   | 237   |
| Delta        | 48,910     | 1,211,405  | 478    | 916      | 813    | 735    | 888    | 393     | 670    | 1,473  | 261    | 311     | 354   | 166   |
| Ebonyi       | 19,518     | 323,653    | 2,452  | 1,214    | 2,345  | 1,133  | 2,704  | 1,168   | 1,890  | 426    | 4,859  | 913     | 624   | 989   |
| Edo          | 208,469    | 286,869    | 709    | 1,284    | 325    | 450    | 512    | 729     | 516    | 159    | 72     | 175     | 160   | 22    |
| Ekiti        | 120,331    | 176,466    | 482    | 538      | 330    | 854    | 424    | 388     | 377    | 94     | 145    | 108     | 60    | 94    |
| Enugu        | 14,157     | 553,003    | 715    | 479      | 237    | 269    | 478    | 407     | 761    | 441    | 290    | 203     | 1,623 | 110   |
| Gombe        | 361,245    | 96,873     | 773    | 192      | 407    | 169    | 247    | 157     | 227    | 104    | 37     | 97      | 25    | 46    |
| Imo          | 133,253    | 559,185    | 2,236  | 956      | 733    | 757    | 1,617  | 414     | 784    | 533    | 1,917  | 158     | 264   | 157   |
| Jigawa       | 885,988    | 142,904    | 2,527  | 540      | 1,553  | 587    | 375    | 853     | 548    | 394    | 197    | 423     | 338   | 337   |
| Kaduna       | 1,127,760  | 484,085    | 1,611  | 424      | 824    | 273    | 546    | 549     | 754    | 218    | 78     | 176     | 79    | 105   |
| Kano         | 1,903,999  | 215,779    | 2,770  | 778      | 1,552  | 708    | 657    | 485     | 697    | 426    | 156    | 288     | 234   | 292   |
| Katsina      | 1,345,441  | 98,937     | 1,671  | 402      | 976    | 283    | 498    | 254     | 330    | 183    | 72     | 215     | 117   | 47    |
| Kebbi        | 567,883    | 100,972    | 2,685  | 361      | 1,794  | 450    | 472    | 547     | 519    | 214    | 238    | 448     | 207   | 213   |
| Kogi         | 264,851    | 149,987    | 1,001  | 1,089    | 967    | 427    | 761    | 476     | 399    | 700    | 156    | 190     | 180   | 144   |
| Kwara        | 302,146    | 132,602    | 1,165  | 817      | 910    | 520    | 438    | 325     | 394    | 248    | 102    | 214     | 81    | 118   |
| Lagos        | 792,460    | 632,327    | 2,177  | 3,038    | 1,125  | 4,453  | 2,072  | 1,041   | 1,430  | 1,795  | 244    | 1,000   | 269   | 255   |
| Nassarawa    | 236,838    | 273,460    | 310    | 95       | 131    | 74     | 105    | 164     | 222    | 40     | 33     | 48      | 23    | 4     |
| Niger        | 657,678    | 149,222    | 2,006  | 441      | 1,264  | 403    | 614    | 449     | 550    | 307    | 118    | 305     | 116   | 198   |
| Ogun         | 308,290    | 207,950    | 1,930  | 3,072    | 978    | 1,927  | 1,364  | 4,339   | 815    | 584    | 597    | 432     | 562   | 332   |
| Ondo         | 299,889    | 251,368    | 1,139  | 2,406    | 1,012  | 1,237  | 1,227  | 734     | 846    | 386    | 221    | 223     | 184   | 184   |
| Osun         | 383,603    | 249,929    | 1,306  | 1,731    | 1,029  | 1,667  | 937    | 599     | 767    | 377    | 159    | 255     | 124   | 132   |
| Oyo          | 528,620    | 303,376    | 4,468  | 8,979    | 6,674  | 6,282  | 5,000  | 2,842   | 1,895  | 6,331  | 3,665  | 1,312   | 1,069 | 839   |
| Plateau      | 429,140    | 549,615    | 618    | 391      | 237    | 279    | 406    | 554     | 693    | 178    | 29     | 138     | 54    | 56    |
| Rivers       | 69,238     | 1,487,075  | 513    | 525      | 577    | 1,104  | 1,031  | 492     | 565    | 1,066  | 156    | 2,274   | 303   | 542   |
| Sokoto       | 671,926    | 152,199    | 3,482  | 535      | 1,894  | 714    | 762    | 605     | 686    | 249    | 180    | 475     | 269   | 283   |
| Taraba       | 261,326    | 310,800    | 1,306  | 811      | 1,033  | 586    | 320    | 680     | 876    | 962    | 439    | 153     | 224   | 161   |
| Yobe         | 446,265    | 25,526     | 632    | 164      | 329    | 213    | 112    | 101     | 120    | 101    | 32     | 104     | 30    | 67    |
| Zamfara      | 612,202    | 144,833    | 1,310  | 238      | 655    | 290    | 294    | 374     | 404    | 125    | 68     | 122     | 93    | 14    |
| FCT          | 146,399    | 157,195    | 674    | 342      | 347    | 240    | 288    | 269     | 473    | 139    | 96     | 165     | 95    | 83    |
| Total        | 15,424,921 | 12,853,162 | 53,537 | 40,311   | 36,300 | 30,673 | 29,665 | 24,475  | 24,455 | 22,125 | 18,220 | 13,076  | 9,208 | 7,435 |
| Fuente: INEC |            |            |        |          |        |        |        |         |        |        |        |         |       |       |

### Cámara de Representantes
| Partido                                                                              | Partido                            | Votos | % | Escaños | +/– |
| ------------------------------------------------------------------------------------ | ---------------------------------- | ----- | - | ------- | --- |
|                                                                                      | Congreso de Todos los Progresistas |       |   | 225     |     |
|                                                                                      | Partido Democrático Popular        |       |   | 125     |     |
|                                                                                      | Otros partidos                     |       |   | 10      |     |
| Votos nulos/en blanco                                                                | Votos nulos/en blanco              |       | – | –       | –   |
| Total                                                                                | Total                              |       |   | 360     | –   |
| Votantes registrados/participación                                                   | Votantes registrados/participación |       |   | –       | –   |
| Fuente: Reuters Archivado el 10 de julio de 2015 en Wayback Machine. Nigeria Tribune |                                    |       |   |         |     |

### Senadores
| Party                                                                                 | Party                              | Votes | % | Seats | +/– |
| ------------------------------------------------------------------------------------- | ---------------------------------- | ----- | - | ----- | --- |
|                                                                                       | Congreso de Todos los Progresistas |       |   | 60    | 19  |
|                                                                                       | Partido Democrático Popular        |       |   | 49    | 15  |
|                                                                                       | Partido Laborista                  |       |   |       |     |
| Votos nulos/en blanco                                                                 | Votos nulos/en blanco              |       | – | –     | –   |
| Total                                                                                 | Total                              |       |   | 109   | –   |
| Votantes registrados/participación                                                    | Votantes registrados/participación |       |   | –     | –   |
| Fuente: Mp3 Download                                                                  |                                    |       |   |       |     |
| Fuente: Latest Mp3 Download Archivado el 30 de septiembre de 2018 en Wayback Machine. |                                    |       |   |       |     |